# Новоалександровское сельское поселение (Белгородская область)
Новоалекса́ндровское се́льское поселе́ние — муниципальное образование в Ровеньском районе Белгородской области.
Административный центр — село Новоалександровка.

## История
Новоалександровское сельское поселение образовано 20 декабря 2004 года в соответствии с Законом Белгородской области № 159.

## Население
| 2010  | 2011  | 2012  | 2013  | 2014  | 2015  | 2016  | 2017  | 2018  |
| ----- | ----- | ----- | ----- | ----- | ----- | ----- | ----- | ----- |
| 1317  | ↘1312 | ↗1319 | ↗1322 | ↗1345 | ↘1328 | ↘1313 | ↘1302 | ↘1290 |
| 2019  | 2020  | 2021  |       |       |       |       |       |       |
| ↗1309 | ↘1293 | ↘1139 |       |       |       |       |       |       |

## Состав сельского поселения
| № | Населённый пункт  | Тип населённого пункта       | Население |
| - | ----------------- | ---------------------------- | --------- |
| 1 | Калиниченково     | село                         | ↘266      |
| 2 | Новоалександровка | село, административный центр | ↘1051     |